# Forest City (Iowa)
Forest City ist eine Stadt mit dem Status „City“ und Verwaltungssitz des Winnebago County im US-amerikanischen Bundesstaat Iowa.
Ein großer Teil des Stadtgebiets erstreckt sich in das südlich benachbarte Hancock County.
Im Jahr 2010 hatte Forest City 4151 Einwohner, deren Zahl sich bis 2013 auf 4002 verringerte. Das U.S. Census Bureau hat bei der Volkszählung 2020 eine Einwohnerzahl von 4285 ermittelt.

## Geographie
Forest City liegt im Norden Iowas am Winnebago River, der über den Shell Rock River, den Cedar River und den Iowa River zum Stromgebiet des Mississippi gehört. Dieser bildet rund 220 km östlich die Grenze Iowas zu Wisconsin; die Grenze zu Minnesota verläuft rund 27 km nördlich.
Die Stadt erstreckt sich über eine Fläche von 12,02 km² und verteilt sich über die Forest Township des Winnebago County und die Madison Township des Hancock County.
Nachbarorte von Forest City sind Leland (8,7 km nördlich), Fertile (19,3 km östlich), Garner (21,2 km südlich) und Crystal Lake (17,1 km westsüdwestlich).
Die nächstgelegenen größeren Städte sind die Twin Cities in Minnesota (Minneapolis und Saint Paul) (220 km nördlich), Rochester in Minnesota (166 km nordöstlich), Wisconsins Hauptstadt Madison (396 km östlich), Dubuque am Schnittpunkt der Bundesstaaten Iowa, Wisconsin und Illinois (325 km südöstlich), Waterloo (183 km südöstlich), Cedar Rapids (274 km in der gleichen Richtung), Iowas Hauptstadt Des Moines (199 km südlich), Nebraskas größte Stadt Omaha (393 km südwestlich), Sioux City (297 km westsüdwestlich) und South Dakotas größte Stadt Sioux Falls (302 km westlich).

## Verkehr
Der U.S. Highway 69 verläuft in Nord-Süd-Richtung als Hauptstraße durch Forest City und trifft nördlich des Stadtzentrums auf den Iowa State Highway 9. Alle weiteren Straßen sind untergeordnete Landstraßen, teils unbefestigte Fahrwege sowie innerörtliche Verbindungsstraßen.
In Forest City befindet sich der nördliche Endpunkt einer Nebenbahn für den Frachtverkehr der Union Pacific Railroad (UP).
Mit dem Forest City Municipal Airport befindet sich im Süden des Stadtgebiets ein kleiner Flughafen. Der nächste Verkehrsflughafen ist der Waterloo Regional Airport, von wo aus durch Zubringerflüge Anschluss an den Großflughafen Chicago O’Hare besteht.

## Bevölkerung
Nach der Volkszählung im Jahr 2010 lebten in Forest City 4151 Menschen in 1686 Haushalten. Die Bevölkerungsdichte betrug 345,3 Einwohner pro Quadratkilometer. In den 1686 Haushalten lebten statistisch je 2,23 Personen.
Ethnisch betrachtet setzte sich die Bevölkerung zusammen aus 94,9 Prozent Weißen, 1,5 Prozent Afroamerikanern, 0,2 Prozent amerikanischen Ureinwohnern, 0,3 Prozent Asiaten sowie 0,5 Prozent aus anderen ethnischen Gruppen; 1,5 Prozent stammten von zwei oder mehr Ethnien ab. Unabhängig von der ethnischen Zugehörigkeit waren 3,0 Prozent der Bevölkerung spanischer oder lateinamerikanischer Abstammung.
20,5 Prozent der Bevölkerung waren unter 18 Jahre alt, 63,0 Prozent waren zwischen 18 und 64 und 16,5 Prozent waren 65 Jahre oder älter. 51,0 Prozent der Bevölkerung waren weiblich.
Das mittlere jährliche Einkommen eines Haushalts lag bei 44.327 USD. Das Pro-Kopf-Einkommen betrug 23.874 USD. 13,6 Prozent der Einwohner lebten unterhalb der Armutsgrenze.

## Persönlichkeiten
- Henry Teigan (1881–1941) – demokratischer Abgeordneter des US-Repräsentantenhauses (1937–1939) – geboren und aufgewachsen in Forest City
- Bob Baker (1910–1975) – Schauspieler – geboren und aufgewachsen in Forest City